# ذو الفقار خان نصرت جونغ
القَائِد مُحَمَّد إسْمَاعِيْل ذُوْ الفِقَار خَانْ نُصْرَت جُنْغ (بالأردية: محمد اسماعیل ذوالفِقار خان نُصرت جُنگ، وبالفارسية: مُحمد اسماعیل ذوالفِقار خان نُصرت جونگ) (ق. 1067هـ - 16 مُحرَّم 1125هـ المُوافق فيه 1657م - 11 شباط (فبراير) 1713م) المعروف اختصارًا بِـ«ذو الفقار خان» أو «اعتقاد خان» أو «نصرت جنگ» كان أحد النُبلاء الأقوياء والقادة العسكريِّين الكبار في دولة المغول الهنديَّة قاد عدَّة حملات عسكريَّة لِتحقيق طُموحات السُّلطان في بِلاد الدَّكن وجنوب الهند. تولَّى منصب «ميربخشي» أي القائد الأعلى لِلجُيوش المغوليَّة كما شغل منصب الوزير الأعظم، وبِذلك أضحى النَّبيل الأقوى في البلاد والحاكم الفعلي للدَّولة. ويُعدُّ أوَّل صانع ملوك في تاريخ الهند المغوليَّة.
ولد باسم مُحمَّد إسماعيل لأسرة من أصول فارسيَّة شيعيَّة، والده هو رجل الدَّولة والوزير الأعظم أسد خان، أما والدته فهي مِهر النِّساء بيگُم ابنة أبي الحسن آصف خان الوزير الأعظم في عهد شاهجهان. وفي سن مُبكِّرة من حياته بلغ مبلغ النُبلاء ولُقِّب بِـ«اعتقاد خان».
مع انتصاراته العسكريَّة والإداريَّة ترقَّى ذو الفقار في الرُّتب والمناصب حتى تولَّى القيادة العُليا لِلعساكر والوزارة العُظمى في الدَّولة، فأضحى أقوى رجُل في البلاد. لعب دورًا هامًّا في جُلوس جهاندار شاه على عرش السَّلطنة؛ لذا يعتبره المُؤرِّخون أوَّل صانع مُلوك في تاريخ الهند المغوليَّة. كما أنه يُعتبر مؤسِّس نواب كرناتيك وأول حُكَّامها.

## النشأة

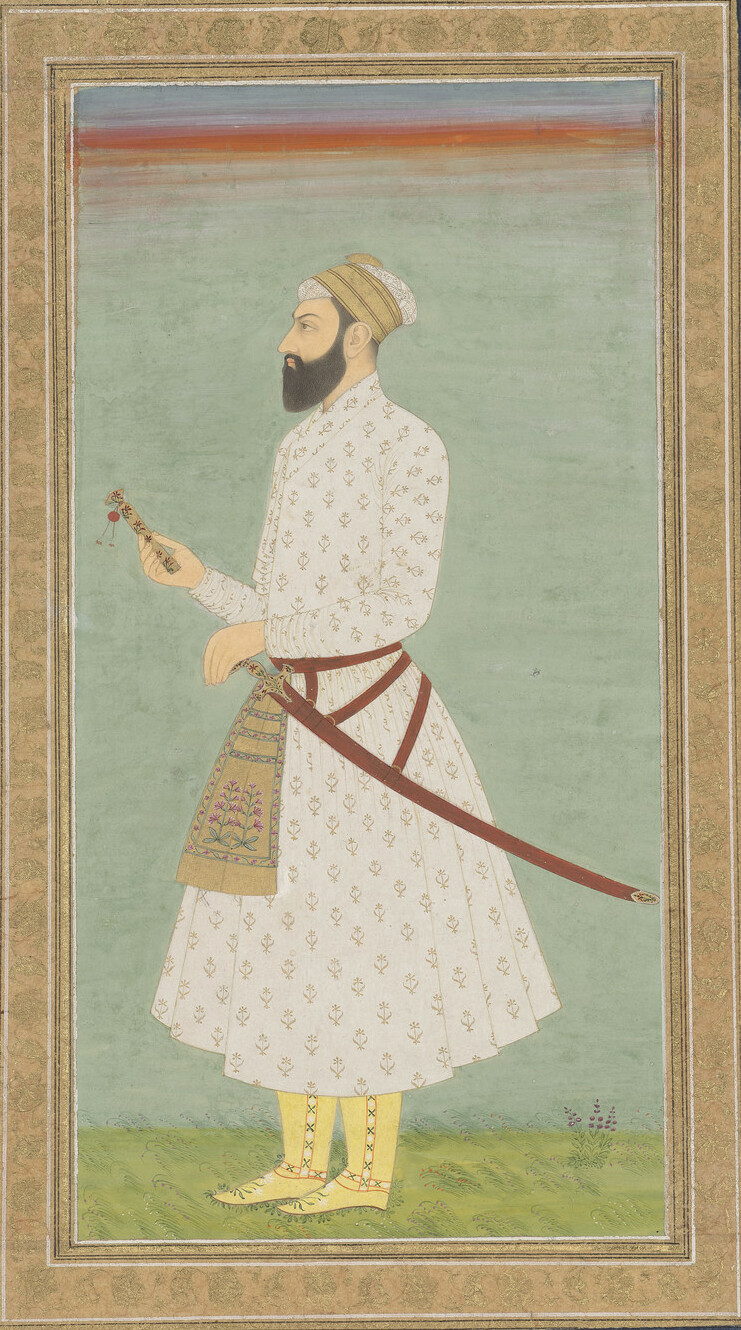
رسمة لرجل الدَّولة القوي والنَّبيل المغولي «أسد خان» والد ذو الفقار خان نصرت جنگ.

ولد ذو الفقار خان باسم «مُحمَّد إسماعيل». وفقًا للمُؤرِّخ ستيش چندرا فقد كانت ولادته سنة 1649م بينما يذكر ويليام إيرفين أن مولده كان عام 1657م. والده هو أسد خان، الذي تولَّى الوزارة العُظمى لِفترة طويلة إذ كان شخصيَّة بارزة في السِّياسة المغوليَّة. كان ينتمي مُحمَّد إسماعيل إلى أسرة إيرانيَّة، انتقل جدُّه خانلار إلى الهند بعد موت جدِّه الأكبر ذو الفقار خان ق. 1600م حيث كان الأخير بكلربك شروان في الدَّولة الصفويَّة. أما والدته فهي مهر النساء بيگُم ابنة الوزير الأعظم أبي الحسن آصف خان وأخت السُّلطانة الشهيرة مُمتاز محل.
خِلال فترة صباه، تم دمج مُحمَّد إسماعيل رسميًا في طبقة نُبلاء دولة المغول الهنديَّة ومُنِح منصبًا (رتبة). وفي سنة 1677م تزوَّج من ابنة النَّبيل المغولي شايسته خان، وظفر بِلقب «اعتقاد خان».

## ذو الفقار قائدًا أعلى

### الحملات العسكريَّة المُبكِّرة
في سنة 1689م نجح مُحمَّد إسماعيل الذي كان يُلقَّب بِـ«اعتقاد خان» في تلك الفترة بِالاستيلاء على حصن المراثيِّين في رايگره، بِتكليف من السُّلطان أورنگزيب عالمكير. كان هدف المعركة الرَّئيسي هو القبض على الملك المراثي راجارام الأوَّل، الَّإ أنَّ الأخير استطاع الفِرار إلى حصن جينجي. وعلى الجانب الآخر تمكَّن اعتقاد خان من القبض على أفراد الأسرة الملكيَّة المراثيَّة ومنهم سمبهاجي، الملك السَّابق الذي سيُصبح ابنه الصَّغير شاهو أحد محاور الصِّراع ما بين المغول والمراثيِّين. وأيضًا تم شراء كمِّية كنوز كبيرة من الحصن. بعد انتصاره في فتح رايگرَه ارتفعت رُتبة مُحمَّد إسماعيل وظفر بِلقب «ذو الفقار خان».
مُنذ أواخر ثمانينيَّات القرن السَّابع عشر فَصاعدًا، انقسم نُبلاء البلاط إلى فصيلين رئيسيَّين: فصيل بِقيادة ذو الفقار خان ووالده أسد خان. وفصيل آخر بِقيادة غازي الدِّين خان وچين كيليچ ومحمد أمين خان الطوراني. كان محور الخلاف بين الجانبين هو كيفيَّة التعامُل مع دولة ماراثا. حيث تبنَّى الجناح الأوَّل عُمومًا نهجًا تصالُحيًا، بينما أصرَّ الجانب الآخر على موقف أكثر تشددًا.

### استكمال الفُتوحات الدكنيَّة
في سنة 1690م كُلِّف ذو الفقار خان بِقيادة حصار جينجي، من أجل مُلاحقة الملك المراثي الهارب راجارام وردًّا على المذبحة التي قام بها المراثيُّون بحق ثلاثمائة جُندي من العساكر المغوليَّة. ثم عُيَّن الأمير المغولي كام بخش للقيادة سنة 1691م. ثبت أن الحصار عسير بسبب قوة الحصن والقطع المتكرر لخطوط الإمداد من قبل المراثيين، كل ذلك سبَّب تقدُمًا بطيئًا. وفي سنة 1693 افتتح كام بخش المُفاوضات مع راجارام مُخالفًا بِذلك أوامر السُلطان أورنگزيب؛ وعند اكتشاف ذلك اعتقله القائدان ذو الفقار خان وأسد خان. استمرَّ الحصار طوال العقد العاشر وخلال هذه الفترة، قام ذو الفقار خان تدريجيًا بِبناء علاقات مع النُبلاء الدَّكنيِّين وابتداءً من سنة 1690م شنَّ غارات دوريَّة على مملكتي تنجاور وتريچينوبولي. وفي سنة 1692م تولَّى منصب فوجدار كرناتيك بعد أن خلعت القوَّات المراثيَّة علي مردان خان الذي كان فوجدار المُقاطعات في المنطقة وديوانها. وقد مثَّل ذلك تحولًا في الإدارة المغوليَّة على كرناتيك الذي كان نظامًا إداريًا عسكريًا بحتًا.
دفعت المدة الطويلة لحصار جينجي المُراقبين المُعاصرين إلى اتِّهام ذي الفقار خان بِالتَّواطؤ مع العدو. في سنة 1698م سقط حصن جينجي أخيرًا، لكن راجارام هرب مرَّة أخرى. رُفِعَت رُتبة ذو الفقار خان ونال لقب «نُصرَت جُنگ» فسُمِّيَ الحصن «نُصرَتگرَه». تم استدعاء ذو الفقار خان إلى مُعسكر السُلطان، وعمل مُساعده المُقرَّب داود خان پاني نائبًا عنه في حُكم كرناتيك أثناء غيابه.

### قيادتُه العُليا للقوَّات المغوليَّة
في سنة 1702م تولَّى ذو الفقار خان نُصرَت جُنگ رسميًا منصب ميربخشي لِسلطنة مغول الهند بعد وفاة شاغل المنصب بهرمند خان. وقد جعله ذلك واحدًا من أسمى الشخصيَّات في السَّلطنة بعد والده الوزير الأعظم أسد خان. كانت حملته العسكريَّة البارزة التالية سنة 1705م هي حصار واغنكرة حيث ساعد السُلطان أورنگزيب في قلب موازين المعركة ضد پيديا ناياك. ومع ذلك، تمكَّن الأخير من الفِرار. وتمَّت ترقية ذو الفقار خان لِعونه في تحقيق النَّصر.

### حرب الخلافة المغوليَّة (1707)
بُعيد وفاة أورنگزيب عالمگير سنة 1707م اندلعت حرب الخلافة بين أبنائه. وقد انحاز كُل من ذو الفقار خان ووالده أسد خان إلى جانب الأمير قُطب الدِّين أعظمشاه. التقى جيش الأميرين أعظمشاه وجيش مُحمَّد مُعظَّم في معركة عُرفِت بِـ«معركة ججاو». تكبَّد خلالها الأمير أعظمشاه خسائر فادحة، فَنصحه القائد ذو الفقار خان بِالتَّراجع، لكن أعظمشاه واصل المُضي قُدُمًا في مسعاه؛ قام ذو الفقار خان بِهجر أعظمشاه وذهب إلى قاليور وأُصِيب بجُروح طفيفة. فيما قُتِل قُطب الدِّين أعظمشاه. فجلس مُحمَّد مُعظَّم على عرش دولة المغول الهنديَّة بِصفته السُلطان بهادر شاه وتمَّت دعوة ذو الفقار خان مع نُبلاء آخرين إلى البلاط وتمَّ التصالُح، على الرغم من وقوف ذي الفقار إلى جانب أعظمشاه في حرب الخلافة، وتمَّ ذاك تماشيًا مع التَّقاليد المغوليَّة. فقد والده أسد خان منصب الوزارة العُظمى لِصالح مُنعم خان، لكن تمَّ رفع رُتبة ذو الفقار خان وثُبِّت مرَّة أخرى في منصب مير بخشي.
في سنة 1709م مُنح ذو الفقار خان أيضًا منصب حاكم الدَّكن وقد حكمها غيابيًا وناب عنه داود خان پاني. بعد انتصار بهادُر شاه على الأمير كام بخش. كانت هذه المناصب مؤثِّرة لِلغاية، ممَّا وهب ذو الفقار خان سُلطة غير مسبوقة لِأحد النُّبلاء جعلته أحد أهمِّ الرِّجال في سلطنة مغول الهند.

## ذو الفقاروزيرًا أعظم
في سنة 1710م تمكَّن ذو الفقار خان من إتمام سيطرة جزئيَّة على منح المنصبداريَّة لِلنُّبلاء، ممَّا أدَّى إلى تقييد سُلطة الإمبراطور نفسه. كما أنه سعى لنيل أسرته منصب الوزارة العُظمى؛ حيث لم يعد والده يشغل هذا المنصب. فتحرَّك بِاستمرار ضد شاغل المنصب مُنعم خان حتى وفاة الأخير سنة 1711م وعندها أصرَّ ذو الفقار خان على أن منصب الوزير يجب أن يعود إلى والده أسد خان، وقد قوبِل بالرفض؛ لأنَّه يعني أن أسرة واحدة سَتتقلَّد ثلاثة من أقوى المناصب في البلاد. إلَّا أن ذا الفقار خان قد منع السُّلطان من تعيين وزير لما تبقَّى من فترة حُكمه، وقُسِّمت واجبات المنصب بين عدَّة مسؤولين. يستخدم المُؤرِّخ مؤنس فاروقي هذه الأمثلة لِلإشارة إلى قوَّة ذو الفقار خان الصَّاعدة، على حساب السُلطة الملكيَّة.

### حرب الخلافة المغوليَّة (1712)
في عام 1712م مرِض السُلطان بهادُر شاه واستلقى على فراش الموت، فاندلعت حرب خلافة بين أبنائه على اعتلاء العرش. كان أقوى الأمراء هو أظهر الدِّين عظيم الشَّأن الذي يتمتَّع بِنُفوذ كبير في البلاط، وبِثروة طائلة بِصفته حاكمًا على بلاد البنغال. نافسه على اعتلاء العرش ثلاثة من الأمراء هُم أختر جهانشاه، ورفيع الشَّأن، وجهاندار شاه وهذا الأخير أضعفهم. كان ذو الفقار خان أقوى نبيل في السَّلطنة قادرًا على تنظيم انتصار جهاندار شاه. فأنشأ تحالُفًا بين الأمراء الثَّلاثة وساعدهم في هزيمة الأمير عظيم الشَّأن، ثم دعم جهاندار شاه في هزيمة بقيَّة الأمراء. بِسبب أعماله يُوصَف ذو الفقار خان بأنه أوَّل «صانع مُلوك» في تاريخ الهند المغوليَّة.
تشير السِّجلِّات إلى أنَّ ذا الفقار خان امتلك طُمُوحات في جعل إدارة الدَّولة تتمحور حول وزير واحد وهو المنصب الذي سعى لِلظَّفر بِه. بينما كان حُكم السَّلطنة مُنقسمًا بين الأمراء لعلَّ ذلك هو الأساس الذي جُمِع عليه الأمراء في تحالُفهم، لكن يُشار إلى هذا على أنَّه أداة خياليَّة استخدمها المُؤرِّخون المُتأخِّرون لِفهم الأحداث المُحيطة بِحرب الخلافة.

### تولِّيه الوزارة العُظمى
جلس جهاندار شاه على عرش دولة المغول الهنديَّة بعد شهر من وفاة السُلطان بهادُر شاه الأوَّل سنة 1712م. عند تسلُّمه مقاليد الحُكم، قام بِمنح ذو الفقار خان منصب الوزير الأعظم؛ وانتقل منصب مير بخشي إلى كوكالتاش خان الأخ الشَّقيق لِلسُلطان. اعتمد السُلطان جهاندار على ذي الفقار خان، فأضحى للأخير سُلطة فعَّالة على الدَّولة وهي المرَّة الأولى في تاريخ الهند المغوليَّة التي يتخلَّى فيها سُلطان عن سيطرته. كما واصل ذو الفقار خان حُكم الدَّكن غيابيًا وأدارها داود خان پاني نائبًا عنه.
نال ذو الفقار خان منصبًا محفوفًا بالمخاطر في البلاط، إذ فشل في كسب دعم النُّبلاء الرَّئيسيَّين مثل چين كيليچ خان ومُحمَّد أمين خان الطَّوراني، إضافةً إلى أولئك الموجودين في الدَّوائر المُقرَّبة من السُّلطان مثل لال كنور. بِسبب قوَّة ذو الفقار خان وسُلطته القويَّة قام السُلطان جهاندار نفسه بِالتَّآمر ضدَّه خوفًا؛ وحاول تعيين مُساعديه في مناصب رئيسيَّة في السَّلطنة. بالإضافة إلى ذلك فقد واجه ذو الفقار خان نظام إدارة الضرائب المُتهالك الذي تفاقم في عهد جهاندار شاه.
كان عهد جهاندار شاه وإدارة القائد ذو الفقار خان قصيرين. فقد أطلق فرخ سير بن الأمير عظيم الشَّأن تمردًا تمكَّن فيه من إلحاق الهزيمة بجهاندار شاه في أغرة في كانون الثَّاني (يناير) 1713م.

## مقتله

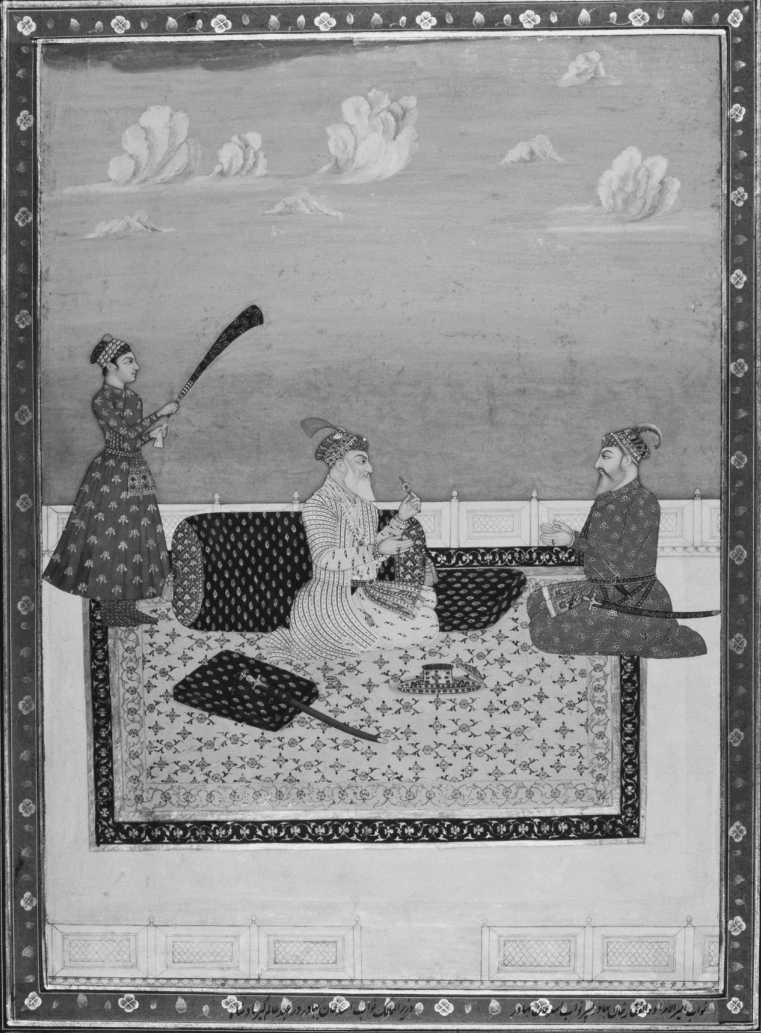
ذو الفقار خان ووالده أسد خان في نقاش حول ما يتوجَّب فِعله بِخُصوص السُلطان جهاندار شاه.

بعد هزيمة السُّلطان جهاندار شاه في المعركة ضد فرُّخ سير، تم خنق القائد ذو الفقار خان بأمر من فرُّخ سير وحُمِل رأسه ورأس السُّلطان الرَّاحل جهاندار شاه على الأعمدة وعُلِّقت أجسادهم من أقدامها على الأفيال في دلهي وذلك في 11 كانون الثَّاني (يناير) 1713م.
وأُجبِر والده المُسن أسد خان، على حُضور ذلك الموكب بِرفقة سيِّدات عائلته كَمُتفرِّجين على ابنهم القتيل. وقد كان أسد خان هو الذي أقنع ابنه ذو الفقار بِزيارته على أمل تحقيق السَّلام مع السُّلطان الجديد. لكن انتهى الأمر بِمأساة؛ فَكتب وقد اغرورقت عيناه بالدُّموع هذه العبارة على ضريح ابنه:
| ذو الفقار خان نصرت جونغ | لقد ضحَّى إبراهيم بِإسماعيل | ذو الفقار خان نصرت جونغ |

دُفِن ذو الفقار خان عند بوابة مقبرة هُمايون في دلهي وبعد سنوات قليلة تمَّ بناء الموقع من قِبل السَّيِّد حُسين علي خان برها.

## وصلات خارجية
1. ↑  ونُقِل أيضًا أنَّه ولد سنة 1649م